# Kruis van Biskaje

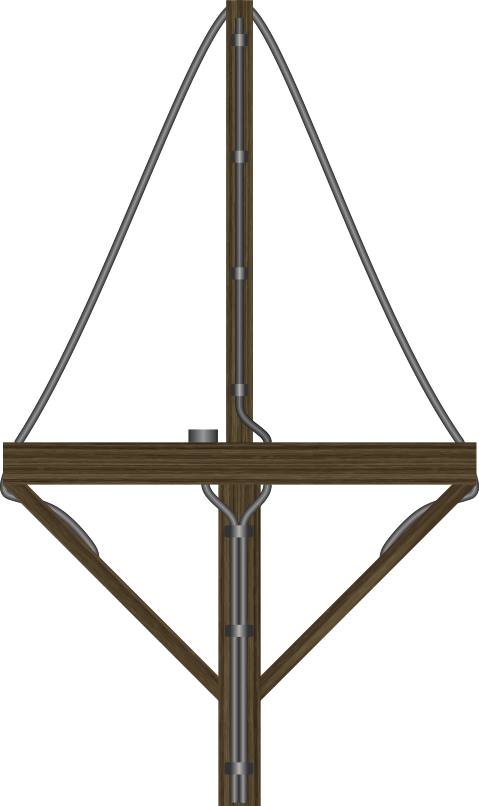
De antenne die Kruis van Biskaje genoemd werd

Het Kruis van Biskaje, of Métox, was een Duitse radar-detector die gebruikt werd door U-boten vanaf 1942. Het was een geïmproviseerde draadantenne, waarmee door vliegtuigen uitgezonden radarstraling werd opgevangen, nog voordat een piloot de weerkaatsing van die straling kon waarnemen. Een eerste versie van het apparaat kwam als Kruis van Biskaje (Biskaya-Kreuz) bekend te staan omdat U-boten juist in de Golf van Biskaje grote verliezen leden als gevolg van verbeterde Engelse radar.

## Achtergrond
In de onderzeebootoorlog van de Tweede Wereldoorlog volgden tactische en technische ontwikkelingen elkaar aan beide zijden snel op. geallieerde vliegtuigen werden al in 1940 met radar uitgerust, maar deze was niet bijzonder effectief. In 1942 werd een verbeterde versie ingezet, die hetzelfde jaar werd gecombineerd met het zogenaamde Leigh Light. Dit radargeleide zoeklicht werd ingeschakeld zodra de radar door de nabijheid van de U-boot geen goed beeld meer gaf. De RAF Coastal Command gebruikte deze combinatie het eerst en zij bleek met name in de Golf van Biskaje zeer effectief. 
Duitse U-bootbemanningen konden vijandelijke vliegtuigen in het donker wel horen, maar niet goed lokaliseren, terwijl dat andersom wel het geval was. Het Leigh Light werd ingeschakeld op 200m afstand, waarna een duikboot eigenlijk geen tijd meer had om snel onder water te duiken. Zo werden onder meer de U-502, U-165, U-578, U-705 en ten slotte U-751 ermee in korte tijd fataal verrast.

## Ontwikkeling
De Duitse admiraal Karl Dönitz kwam tot de conclusie dat alleen een doeltreffende vliegtuigradar kostbare verrassingsaanvallen kon voorkomen. Dönitz belegde in Parijs een vergadering met zijn technische deskundigen, en na uitvoerige discussies stelden zij een plan op om het radargevaar te bestrijden. De onderzeeboten moesten onmiddellijk met zoekontvangers worden uitgerust. Daarmee zouden ze het signaal van een vijandelijk radar kunnen oppikken, lang voordat de echo van het signaal sterk genoeg was om door een vliegtuig opgevangen te kunnen worden. Doordat in 1941 een Engels vliegtuig in Duitse handen was gevallen, was men goed bekend met de gebruikte radartechnologie. De benodigde apparatuur was al beschikbaar in de vorm van de Franse Metox, en een antenne werd haastig geïmproviseerd - een stuk draad dat om een eenvoudig houten frame werd gewonden.

### Vervolgonderzoek
Daarna werden stappen ondernomen om te zorgen dat de U-boten zo snel mogelijk een eigen radar kregen, die hen in staat stelde met vrij grote nauwkeurigheid te bepalen hoe ver het vijandelijk vliegtuig van hen verwijderd was en in welke richting het zich bevond.
Verder werd begonnen aan een onderzoek naar de mogelijkheid U-boten zodanig te isoleren dat de radarecho niet naar het vliegtuig teruggekaatst werd. (stealth)

## Latere ontwikkelingen
In 1943 zorgde een verbeterde versie van de Britse radar ervoor dat opnieuw veel U-boten verloren gingen. De Britten wisten de Duitsers echter wijs te maken dat zij de zwakke signalen konden opvangen die de Metox zelf uitzond. Nadat onderzoek bij het Duitse Telefunken uitwees dat de Metox inderdaad signalen uitzond, liep de ontwikkeling van de opvolger Naxos ernstige vertraging op.